# Composizioni di Giacomo Puccini

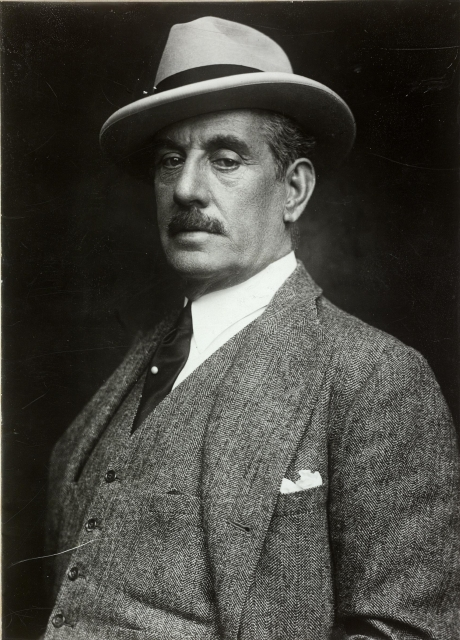
Giacomo Puccini.

Lista delle composizioni di Giacomo Puccini (1858 – 1924).

## Opere liriche
Puccini aveva l'abitudine di modificare a più riprese le sue partiture operistiche. In questo elenco si segnalano come versioni solo le revisioni che hanno comportato almeno l'aggiunta o il taglio di un intero brano.
- Le Villi, libretto di Ferdinando Fontana (in 1 atto – prima rappresentazione al Teatro dal Verme di Milano, 31 maggio 1884)
  - seconda versione (in 2 atti – prima rappresentazione al Teatro Regio di Torino, 26 dicembre 1884)
  - terza versione (in 2 atti – prima rappresentazione al Teatro alla Scala di Milano, 24 gennaio 1885)
  - quarta versione (in 2 atti – prima rappresentazione al Teatro dal Verme di Milano, 7 novembre 1889)
- Edgar, libretto di Ferdinando Fontana (in 4 atti – prima rappresentazione al Teatro alla Scala di Milano, 21 aprile 1889)
  - seconda versione (in 4 atti – prima rappresentazione al Teatro del Giglio di Lucca, 5 settembre 1891)
  - terza versione (in 3 atti – prima rappresentazione al Teatro Comunale di Ferrara, 28 gennaio 1892)
  - quarta versione (in 3 atti – prima rappresentazione al Teatro de la Ópera di Buenos Aires, 8 luglio 1905)
- Manon Lescaut, libretto di Luigi Illica, Giuseppe Giacosa, Marco Praga, Domenico Oliva (in 4 atti – prima rappresentazione al Teatro Regio di Torino, 1º febbraio 1893)
  - seconda versione (in 4 atti – prima rappresentazione al Teatro Coccia di Novara, 21 dicembre 1893)
- La bohème, libretto di Luigi Illica e Giuseppe Giacosa (in 4 atti – prima rappresentazione al Teatro Regio di Torino, 1º febbraio 1896)
- Tosca, libretto di Luigi Illica e Giuseppe Giacosa (in 3 atti – prima rappresentazione al Teatro Costanzi di Roma, 14 gennaio 1900)
- Madama Butterfly, libretto di Luigi Illica e Giuseppe Giacosa (in 2 atti – prima rappresentazione al Teatro alla Scala di Milano, 17 febbraio 1904)
  - seconda versione (in 3 atti – prima rappresentazione al Teatro Grande di Brescia, 28 maggio 1904)
  - terza versione (in 3 atti – prima rappresentazione al Covent Garden di Londra il 10 luglio 1905)
  - quarta versione (in 3 atti – prima rappresentazione all'Opéra-Comique di Parigi, 28 dicembre 1906)
  - quinta versione (in 3 atti – prima rappresentazione al Teatro Carcano di Milano, 9 dicembre 1920)
- La fanciulla del West, libretto di Guelfo Civinini e Carlo Zangarini (in 3 atti – prima rappresentazione al Metropolitan Opera di New York, 10 dicembre 1910)
  - seconda versione (in 3 atti – prima rappresentazione al Teatro alla Scala di Milano, 29 dicembre 1912)
- La rondine, libretto di Giuseppe Adami (in 3 atti – prima rappresentazione all'Opéra di Monte Carlo, 27 marzo 1917)
  - seconda versione (in 3 atti – prima rappresentazione al Teatro Massimo Vittorio Emanuele di Palermo, 10 aprile 1920)
  - terza versione (in 3 atti – possibile prima rappresentazione al Teatro Verdi di Fiume, 11 aprile 1924)
- Il trittico: Il tabarro, libretto di Giuseppe Adami, Suor Angelica, Gianni Schicchi, libretto di Giovacchino Forzano (prima rappresentazione al Metropolitan Opera di New York, 14 dicembre 1918)
- Turandot, libretto di Renato Simoni e Giuseppe Adami (in 3 atti – incompiuta alla morte di Puccini, completata da Franco Alfano: prima rappresentazione al Teatro alla Scala di Milano il 25 aprile 1926 e diretta da Arturo Toscanini)

## Altre composizioni
- Pezzi per organo e per pianoforte 1874-1878 (?)
- A Te, romanza per voce e pianoforte, s.d. ma probabilmente composta negli anni Settanta
- Preludio a orchestra in Mi minore, 1876
- Mottetto per San Paolino per voce solista, coro e orchestra, 1877
- I figli d'Italia bella, cantata per voce solista, coro e orchestra, 1877
- Credo per soli, coro ed orchestra, 1878 (riutilizzato nella Messa a quattro voci)
- Prime fantasie, valzer per banda, 1879 (perduto)
- Vexilla regis per coro maschile ed organo, s.d. ma composta tra il 1874 e il 1880
- Messa a quattro voci con orchestra, 1880
- Tre minuetti per quartetto d'archi, entro il 1881
- Adagio in La maggiore, per quartetto d'archi, 1881-1882
- Fuga in Re minore, 1881-1882 (?)
- Fuga in Do minore a quattro voci, composta tra il 1881 e il 1883
- Fuga in Sol maggiore a quattro voci, composta tra il 1881 e il 1883
- Fuga in Do maggiore a quattro voci, composta tra il 1881 e il 1883
- Fuga in Mi minore a quattro voci, composta tra il 1881 e il 1883
- Fuga in Sol maggiore a quattro voci, composta tra il 1881 e il 1883
- Fuga in Sol maggiore a quattro voci, composta tra il 1881 e il 1883
- Quartetto per archi in Re maggiore, composto tra il 1881 e il 1883
- Preludio sinfonico in La maggiore, per orchestra, 1882
- Ah! se potesse, romanza per tenore e pianoforte, 1882 (?) (perduta)
- Scherzo in La minore per archi, 1882
- Seguitiam del reo le impronte, frammento di un'opera sconosciuta (forse Lucida Mansi), post 1882
- Fuga Reale per quartetto d'archi, 1883
- Melanconia, romanza per voce e pianoforte, 1883 (?)
- Salve Regina, per soprano e harmonium o pianoforte, 1883 (?)
- Storiella d'amore, melodia per voce e pianoforte, testo di Antonio Ghislanzoni 1883 (?)
- Ad una morta, romanza per mezzosoprano o baritono e pianoforte o orchestra 1883 (?)
- Adagetto per orchestra, composto tra il 1881 e il 1883
- Trio in Fa maggiore per orchestra, composto tra il 1881 e il 1883
- Fuga in Sol minore, 1883
- Mentìa l'avviso, scena e romanza per tenore e pianoforte, 1883
- Capriccio Sinfonico, 1883
- Scherzo per quartetto d'archi, 1883 (?)
- Sole e amore, romanza per voce e pianoforte 1888
- Crisantemi, per quartetto d'archi, 1890 ( "Alla memoria di Amedeo di Savoia Duca d'Aosta", composto in una notte alla memoria del suo amico)[1][2]
- Piccolo Valzer per pianoforte, 1894
- Avanti Urania!, romanza per voce e pianoforte, 1896
- Inno a Diana, romanza per voce e pianoforte, 1897
- E l'uccellino, ninna-nanna per voce e pianoforte, 1899
- Scossa elettrica, marcetta brillante per pianoforte, 1899 (?)
- Terra e mare, romanza per voce e pianoforte, 1902
- Canto d'anime, pagina d'album per voce e pianoforte, 1904
- Requiem per coro, viola, armonium e organo 1905
- Ecce sacerdos magnus, per coro a quattro voci, 1905
- Dios y Patria, inno scolastico per voce e pianoforte, testo di Matías Calandrelli, 1905[3]
- Casa mia, per voce e pianoforte, 1908
- Piccolo tango per pianoforte, 1907 o 1910 (autenticità molto dubbia)
- Foglio d'album per pianoforte, 1907 o 1910 (autenticità molto dubbia)
- Sogno d'or, romanza per voce e pianoforte, 1912
- Morire?, romanza per voce e pianoforte, 1917 (?)
- Inno a Roma, per voce e pianoforte, testo di Fausto Salvatori, 1919
- Andantino, per voce e pianoforte, s.d.[4]

## Progetti operistici non portati a termine
- La lupa, dalla novella di Giovanni Verga (1894). Parte della musica fu riutilizzata nella Bohème e in Tosca.
- Aphrodite, dal romanzo di Pierre Louÿs (1899 – riduzione proposta a Luigi Illica).
- Tartarin de Tarascon, dal romanzo di Alphonse Daudet (1899-1900, 1905 – riduzione proposta a Luigi Illica, nel 1905 in collaborazione con Maurice Vaucaire).
- Daphnis, da Charles Paul de Kock (1900 – riduzione proposta a Luigi Illica).
- Adolphe, dal romanzo di Benjamin Constant (1900 – riduzione discussa con Luigi Illica, opera in seguito composta da Camille Erlanger, 1906).
- Notre Dame, dall'omonimo romanzo di  Victor Hugo.
- Maria Antonietta, poi L'Austriaca, soggetto tratto dalla biografia di Maria Antonietta (1900, 1905-1906, 1907, su libretto di Luigi Illica).
- Conchita, dal romanzo di Pierre Louÿs La femme et le pantin (1903-1907 – riduzione proposta a Luigi Illica; il soggetto sarà poi musicato da Riccardo Zandonai con il titolo Conchita, su libretto di Maurizio Vaucaire e Carlo Zangarini, 1911).
- La Zattera, Kan e il suo figlio, I 26 per uno, tre racconti di Maksim Gor'kij con cui creare un trittico di opere (1904-1905 – riduzione discussa con Valentino Soldani e Luigi Illica).
- Margherita da Cortona, su libretto originale di Valentino Soldani (1904-1906).
- A Florentine Tragedy, dal dramma di Oscar Wilde (1906-1907 e 1912 – riduzione affidata prima a Luigi Illica, poi ad Arturo Colautti, infine di nuovo, nel 1912, a Luigi Illica; il soggetto sarà musicato da Alexander Zemlinsky: Eine florentinische Tragödie, 1917).
- Cecco d'Ascoli, poi noto come L'Alchimista, su libretto di Gabriele D'Annunzio.
- Parisina, su libretto di Gabriele D'Annunzio, sulla vita di Parisina d'Este (1906 – il soggetto, sempre su libretto di D'Annunzio, fu poi musicato da Pietro Mascagni, 1913).
- La Rosa di Cipro, su libretto di Gabriele D'Annunzio (1906).
- Hanneles Himmelfahrt, dal dramma fantastico di Gerhart Hauptmann (1911).
- Due Zoccoletti, dal romanzo di Ouida (1911-1915? – riduzione proposta dapprima a Roberto Bracco, poi a Luigi Illica e infine, dal 1914, realizzata da Giuseppe Adami; il soggetto sarà poi musicato da Pietro Mascagni con il titolo Lodoletta, su libretto di Giovacchino Forzano, 1917). Parte della musica fu riutilizzata in Suor Angelica.
- Anima allegra, dal dramma dei fratelli Álvarez Quintero (1912-1913 – riduzione affidata a Giuseppe Adami, libretto successivamente musicato da Franco Vittadini, 1921).
- La Crociata degli Innocenti, su libretto di Gabriele D'Annunzio (1912-1914).
- Comédie de celui qui épouse une femme muette, dalla commedia di Anatole France (1913 – riduzione discussa con Luigi Illica).
- Mollie, dalla commedia At the Barn di Anthony Wharton (1913 – riduzione affidata a Giuseppe Adami).
- Cristoforo Sly o Sly, liberamente tratto dal prologo de La bisbetica domata di William Shakespeare (1916-1920 – libretto di Giovacchino Forzano, poi messo in musica da Ermanno Wolf-Ferrari con il titolo Sly – La leggenda del dormiente risvegliato, 1927).
- Oliver Twist, dal romanzo di Charles Dickens (1919-1920, libretto di Giuseppe Adami e Renato Simoni, intitolato Fanny).